# Eddie McGoldrick
Edward "Eddie" John Paul McGoldrick (Londres, Inglaterra, 30 de abril de 1965) es un ex-futbolista irlandés, aunque inglés de nacimiento.
Jugó toda su carrera en Inglaterra, destacando su etapa en el Arsenal FC. Pese a su origen inglés, McGoldrick jugó con la selección de fútbol de Irlanda en los años 90.

## Clubes
| Club             | País       | Año         |
| ---------------- | ---------- | ----------- |
| Kettering Town   | Inglaterra | 1981 - 1985 |
| Nuneaton Town    | Inglaterra | 1985 - 1986 |
| Northampton Town | Inglaterra | 1986 - 1988 |
| Crystal Palace   | Inglaterra | 1988 - 1993 |
| Arsenal FC       | Inglaterra | 1993 - 1996 |
| Manchester City  | Inglaterra | 1996 - 1998 |
| Stockport County | Inglaterra | 1998        |
| Manchester City  | Inglaterra | 1998 - 1999 |
| Corby Town       | Inglaterra | 2000        |

- Datos: Q2535926